# Liste der Stolpersteine in Berlin-Rudow
Die Liste der Stolpersteine in Berlin-Rudow enthält die Stolpersteine im Berliner Ortsteil Rudow im Bezirk Neukölln, die an das Schicksal der Menschen erinnern, die im Nationalsozialismus ermordet, deportiert, vertrieben oder in den Suizid getrieben wurden. Die Spalten der Tabelle sind selbsterklärend. Die Tabelle erfasst zwei Stolpersteine.
| Bild | Name              | Standort             | Verlegedatum  | Leben | Lage |
| ---- | ----------------- | -------------------- | ------------- | ----- | ---- |
| Foto | Otto Laube        | Fleischerstraße 6    | 17. Juni 2020 |       | Lage |
|      | Siegfried Heumann | Glockenblumenweg 105 | 13. Jan. 2023 |       | Lage |